# 法耶遺址
法耶遺址位於阿拉伯联合酋长国成員國沙迦酋长国城鎮姆萊哈附近的法耶山（阿拉伯語：جَبَل ٱلْفَايَة，羅馬化：Jabal Al-Fāyah，又譯法亞山），遺址中發現旧石器时代、新石器时代的石器工藝品，反映21萬年前至6千年前古代人類在此生活的痕跡，於2025年獲聯合國教科文組織登錄為世界遗产，為阿拉伯聯合大公國第二個世界遺產。

## 遺址描述

### 環境背景
法耶遺址位於沙迦大公國首府沙迦東方約50公里處，地處波斯湾與阿拉伯海之間的石灰岩山脈，此地有從舊石器時代中期到新石器時代（21萬年前—6千年前）早期人類活動的證據。這片土地的氣候約以2萬年為週期，在乾燥和濕潤多雨間輪替，濕潤時期有許多早期现代人在此生活的遺跡。
在名為FAY-NE1的考古遺址，考古學家已發掘數條深5公尺壕溝，總發掘面積超過150平方公尺，在壕溝中發現許多舊石器時代和新石器時代的沉積物。法亞古地貌與周圍挖掘出的物件，現陳列於遺址附近的姆萊哈考古中心。
2013年，克努特·布萊茨克（Knut Bretzke）等人分析FAY-NE1遺址的沉積物，部分地層有許多石器物件，並顯示過去曾經有植被的跡象；缺乏考古物件的地層則顯示當時氣候為乾燥。對該地區沖積扇與古湖泊沉積物的其他研究支持此論點，即濕潤時期可能為阿拉伯半島南部的早期現代人提供合宜的生活環境。

### 發掘歷史
法耶遺址的考古研究自1990年代開始，2003年起由德國蒂宾根大学與沙迦政府合作發掘。西蒙·J·阿米蒂奇（Simon J. Armitage）等人於2003年開始至2010年間對遺址進行首次考古發掘，對於遺跡內古物有基礎的研究；布萊茨克等人於2009年至2013年間進行發掘，對該遺址之舊石器時代背景得到較深入的研究；2013年漢斯-彼得·烏爾普曼（Hans-Peter Uerpmann）等人發表該遺址新石器時代的研究結果。

### 申遺過程
法耶遺址於2023年列入阿拉伯聯合大公國世界遺產預備名單，該國政府表示制定了全面的管理計畫，包含2024年至2030年的遺址保護、研究和遊客參觀規劃。2025年於法國巴黎召開的第47屆世界遺產委員會將法耶古地貌（Faya Palaeolandscape）入選世界遺產，為阿拉伯聯合大公國第二個世界遺產。

## 考古發現
根據阿米蒂奇等人的研究，其採用光定年法（OSL）測定年代，舊石器時代從上至下的地層挖掘出的物件可分為A、B、C、D、E 5個組合（Assemblage），A組合年代為約4萬年前，出土的物件包括鏨子、修飾件（retouched pieces）、刮刀（scrapers）、側刮刀（sidescrapers）、齒狀工具；B組合尚未確定年代，出土的物件與A組合類似；C組合為約12.5萬年前，出土的物件包括小型手斧、葉理（foliates）、刮刀、側刮刀、齒狀工具；先前D、E組合因出土物件數量較少，因此沒有進一步的分析，布萊茨克等人在2022年發表的論文中，首次披露D組合的年代為約21.2萬年前。
新石器時代地層在舊石器時代地層之上，厚約1公尺，出土的物件包括箭頭和貝殼碎片等，年代約為9500年前。新、舊石器時代之間有一層沙土，烏爾普曼等人2013年的研究指出，該地在舊石器時代最後一次被遺棄後，新石器時代重新成為定居點。

## 遺址重要性
目前法耶遺址發現的物件均為石器工藝品，並未發現人類遺骸化石，但布萊茨克等人認為該遺址發現21萬年前的石器工藝品是由早期现代人所製造，這些物品的製作工藝，相對於阿拉伯半岛的其他遺址，更接近當代非洲東部與東北部挖掘出的工藝品。因此，法亞古地貌的證據被用來支持早期現代人從非洲之角穿越阿拉伯南部，再遷移至南亞的的論點。
根據人类单地起源说其中一派的說法，現代人是在距今7萬至7.5萬年的印尼多峇火山爆發前遷出非洲。根據麥可·佩特拉格里亞（Michael Petraglia）等人2007年的研究，在印度烏拉普拉姆（Jwalapuram）挖掘出多峇火山爆發前後年代（約7.4萬年前）的石器工藝品，顯示早期現代人的存在，而法耶遺址發現12萬年前與21萬年前的工藝品，可能是早期現代人離開非洲的證據，他們沿著這條路線到達印度。然而，有學者對前述說法持保留態度，例如保罗·梅拉尔斯曾經表示，沒有任何證據表明這些是由現代人類製造的，也沒有證據表明它們來自非洲。

## 注解
1. ↑  在考古學中，組合（Assemblage）指特定時間和地域中經常出現的一組遺物